# Вила Мулакије (Падова)
Вила Мулакије је насеље у Италији у округу Падова, региону Венето.
Према процени из 2011. у насељу је живело 89 становника. Насеље се налази на надморској висини од 23 м.